# 克利夫·哈珀
克利夫·哈珀（Cleeve Harper，2000年12月24日—），加拿大男子网球运动员，主攻双打。截至2025年4月，哈珀在ATP挑战巡回赛和ITF男子世界网球巡回赛各有5个双打冠军。
哈珀在2022年加拿大网球公开赛中获得外卡，搭档利亚姆·德拉克斯尔首次亮相ATP巡回赛正赛双打，但直落两盘不敌西莫内·博莱利和法比奧·福尼尼。
哈珀在得克薩斯大學奧斯汀分校效力于校网球队，是三届NCAA全美最佳阵容球员。他与理查德·西亚马拉搭档赢得2022年NCAA一级网球锦标赛男子双打冠军，并在2023年与埃利奥特·斯皮齐里搭档再次打入决赛。他于2024年6月大学毕业后，开始全职征战职业网坛。
2025年，他与戴维·史蒂文森搭档，赢得卢加诺网球挑战赛双打冠军。